# Chaetophora incurva
Chaetophora incurva là một loài Rêu trong họ Hookeriaceae. Loài này được Hornsch. mô tả khoa học đầu tiên năm 1820.